# Actinosoma
Actinosoma là một chi nhện trong họ Araneidae.